# Internationaler Urkundenverkehr
Beim Internationalen Urkundenverkehr geht es um die Verwendung einer in einem Staat ausgestellten Urkunde in einem zweiten Staat. Der Empfängerstaat verlangt oft, dass die Beweiskraft einer Urkunde in einem besonderen Verfahren festgestellt wird. Das grundlegende Verfahren im internationalen Urkundenverkehr ist hierzu die Legalisation. Zur Vereinfachung der Beglaubigung von Urkunden wurden über die Jahre mehrere multinationale und binationale Übereinkommen geschlossen. Das wichtigste mit über 90 Teilnehmerstaaten ist dabei das Haager Übereinkommen zur Ausstellung einer Apostille.

## Legalisation
Unter Legalisation ist ein förmliches Verfahren zu verstehen, bei dem durch die diplomatische oder konsularische Vertretung eines Staates, in dem eine ausländische öffentliche Urkunde zu Beweiszwecken verwendet werden soll, die Echtheit der Unterschrift, die Eigenschaft, in welcher der Unterzeichner gehandelt hat, bestätigt wird. Durch die Legalisation soll erreicht werden, dass eine ausländische öffentliche Urkunde einer inländischen öffentlichen Urkunde hinsichtlich ihres Beweiswertes gleichgestellt wird.
Die Legalisation selbst wird meist von der diplomatischen Vertretung des Staates durchgeführt, in welchem die Urkunde verwendet werden soll. Meist wird dabei eine Zwischen- oder Überbeglaubigung der vorgesetzten Behörde der ausstellenden Behörde sowie eine Endbeglaubigung durch ein Ministerium verlangt. In manchen Staaten muss die legalisierte Urkunde noch einmal durch das eigene Außenministerium schlussbeglaubigt werden, bevor sie im Inland als gleichgestellt gilt.

## Internationale Übereinkommen

### Haager Apostille

Länder der Haager Apostille Übereinkunft

Die Apostille ist die Beglaubigungsform für Dokumente nach dem multilateralen Übereinkommen Nr. 12 der Haager Konferenz für Internationales Privatrecht von 1961. Sie ermöglicht eine wesentliche Vereinfachung des Urkundenverkehrs, da eine Beteiligung des Empfängerstaates bei der Beglaubigung nicht mehr notwendig ist. Dabei wird die Apostille nach einheitlichem Format an der Urkunde angebracht. Oft ist aber noch eine Zwischenbeglaubigung einer Behörde notwendig. Die Urkunde mit Apostille kann dann ohne eine Beglaubigung durch den Empfängerstaat dort verwendet werden.
Die Apostille ist von der konsularischen Legalisation zu unterscheiden. Apostille und konsularische Legalisierung haben gemeinsam, dass sie ein amtliches Dokument zur Vorlage bei den Institutionen eines anderen Landes beglaubigen. Sie unterscheiden sich jedoch in vielerlei Hinsicht. Die Apostille kann nur zwischen Staaten verwendet werden, die Vertragsparteien des Haager Übereinkommens über die vereinfachte Beglaubigung von Dokumenten sind, während die konsularische Legalisation für Staaten bestimmt ist, von denen einer oder beide nicht Vertragsparteien des Haager Übereinkommens sind, oder wenn einer der Vertragsstaaten gegen den Beitritt des anderen protestiert hat.

### CIEC-Übereinkommen
Personenstandsurkunden und Ehefähigkeitszeugnisse, die nach den Übereinkommen der Internationalen Kommission für das Zivil- und Personenstandswesen (CIEC) mehrsprachig ausgestellt worden sind, werden ohne weitere Beglaubigung in den Mitgliedsstaaten des Übereinkommens anerkannt. Für Personenstandsurkunden wie Geburts-, Sterbe- und Heiratsurkunden ist dies im Übereinkommen über die Ausstellung mehrsprachiger Auszüge aus Personenstandsbüchern/Zivilstandsregistern zwischen 21 europäischen Staaten geregelt. Dem Übereinkommen über die Ausstellung von Ehefähigkeitszeugnissen sind 12 Länder beigetreten.

### Binationale Übereinkommen
Die wechselseitigen, bilateralen Verträge zwischen Deutschland, der Schweiz und Österreich sehen einen kompletten Wegfall der Beglaubigungen vor.

## Einzelne Länder

### Europäische Union
Mit Verabschiedung der Verordnung 2016/1191 im Jahre 2016 werden alle Personenstandsurkunden gegenseitig in der Europäischen Union anerkannt. Eine Form der Beglaubigung ist nicht mehr erforderlich.

### Deutschland
Die Bundesrepublik Deutschland ist Mitglied des Haager Übereinkommens und hat die CIEC-Übereinkommen zu Personenstandsurkunden und Ehefähigkeitszeugnissen ratifiziert. Die Durchführung der Legalisation durch Konsularbeamte ist in § 13 Konsulargesetz geregelt. Danach ist ein Konsularbeamter befugt, ausländische Urkunden, die in seinem Amtsbezirk ausgestellt wurden, zu legalisieren.
Deutschland hat gegen den Beitritt mehrerer Staaten zum Haager Abkommen Einspruch erhoben. Das Haager Übereinkommen findet damit bilateral zwischen Deutschland und den genannten Ländern keine Anwendung. Es ist eine Legalisation erforderlich oder keine Beglaubigung möglich.
Deutschland legalisiert Urkunden bestimmter Staaten mit unsicherem Urkundenwesen nicht mehr. Bei Bedarf findet eine inhaltliche Überprüfung der Angaben in der Urkunde durch Ermittlungen von Vertrauensanwälten der jeweiligen deutschen diplomatischen Vertretung im entsprechenden Land statt.

### Österreich

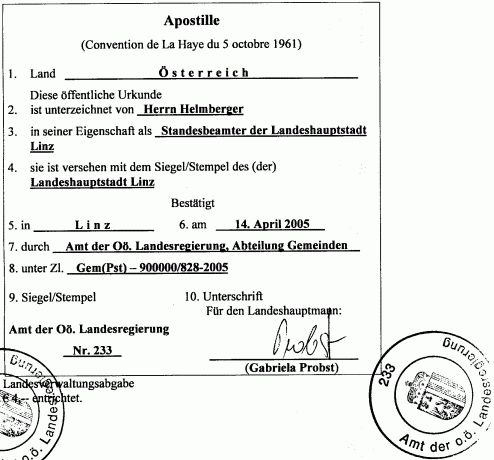
Apostille der Republik Österreich

In Österreich können neben dem Legalisierungsbüro des Bundesministeriums für europäische und internationale Angelegenheiten auch die Präsidentinnen/die Präsidenten der mit Zivilrechtssachen befassten erstinstanzlichen Gerichtshöfe (Präsidium des Landesgerichts), die Landeshauptmänner oder das Amt der Landesregierung (Beglaubigungsstelle) eine Apostille anbringen. Bei notwendiger Legalisierung muss die vorgesetzte Behörde der ausstellenden Behörde die Zwischenbeglaubigung anbringen, bevor das Büro für Konsularbeglaubigungen die Schlussbeglaubigung anbringt.

### Vereinigte Staaten
Beglaubigungsbehörde für Personenstandsurkunden, die für den internationalen Verkehr vorgesehen sind, sind die Innenbehörden der Bundesstaaten (meist State Department genannt). Für Urkunden der Bundesebene oder wenn eine Beglaubigung von einer Bundesbehörde erforderlich ist, wird dies durch das Office of Authentications des US-Außenministeriums durchgeführt.